# Club Atlético Boca Alumni
Il Club Atlético Boca Alumni è stata una società calcistica argentina di Isla Maciel, fondata il 1º settembre 1907.

## Storia
Il Boca Alumni venne fondato nel 1907 a Isla Maciel. Affiliatosi alla Asociación Argentina de Football, nel 1922 partecipò per la prima volta a un torneo di massima serie, la Copa Campeonato. Il Boca chiuse al nono posto, a 15 punti. Nel 1923 terminò al 20º posto con 18 punti, mentre l'annata seguente terminò in ottava posizione, a pari punti con il Nueva Chicago. Nel 1925 si classificò 14º, mentre nell'ultima edizione disputata chiuse al 10º posto. Nel 1935 il club si sciolse.